# Chimonanthus praecox
Chimonanthus praecox (хімонант ранній, зимоцвіт ранній, японський зимоцвіт) — вид квіткових рослин роду Chimonanthus родини Calycanthaceae. Ендемік центральних і східних районів Китаю. Поширений також у Кореї та Японії.